# Speocera octodentis
Speocera octodentis is een spinnensoort uit de familie Ochyroceratidae. De soort komt voor in China.